# آفونسو گونسالوس
آفونسو گونسالوس (پرتغالی: Affonso Gonçalves؛ زادهٔ ۸ ژوئن ۱۹۶۷) تدوین‌گر اهل برزیل است. وی از سال ۱۹۹۲ میلادی تاکنون مشغول فعالیت بوده‌است.

## گزیدهٔ فیلم‌شناسی
- مرده‌ها نمی‌میرند (۲۰۱۹)
- دختر اهل مارفا ۲ (۲۰۱۸)
- شگفت‌زده (۲۰۱۷)
- تامبرا (۲۰۱۷)
- مردان کوچک (۲۰۱۶)
- پترسون (۲۰۱۶)
- کارول (۲۰۱۵)
- کارآگاه حقیقی (۲۰۱۴)
- عشق عجیب است (۲۰۱۴)
- تنها عاشقان زنده ماندند (۲۰۱۳)
- دختر اهل مارفا (۲۰۱۲)
- جانوران حیات وحش جنوب (۲۰۱۲)
- میلدرد پیرس (۲۰۱۱)
- زمستان استخوان‌سوز (۲۰۱۰)
- در زیرزمین (۲۰۰۴)
- دلتا (۱۹۹۹)